# اوکلند، سیلم، نیوجرسی
اوکلند (به انگلیسی: Oakland) یک منطقهٔ مسکونی در ایالات متحده آمریکا است که در الووی، نیوجرسی واقع شده‌است. اوکلند ۱۷٫۰۷ متر بالاتر از سطح دریا قرار دارد.